# رویاهایی که چیزها از آنها ساخته شده
رویاهایی که چیزها از آنها ساخته شده: شگفت‌انگیزترین مقاله‌های فیزیک کوانتومی و اینکه چگونه دنیای علم را تکان دادند (به انگلیسی: The Dreams That Stuff Is Made of: The Most Astounding Papers of Quantum Physics and How They Shook the Scientific World) کتاب نوشته استیون هاوکینگ در سال ۲۰۱۱ است. این کتاب آثار کارهای دانشمندانی که چهره فیزیک را تغییر دادند گردآوری کرده از جمله آثار نیلز بور، ماکس پلانک، ورنر هایزنبرگ، اروین شرودینگر، جی. رابرت اوپنهایمر، ریچارد فاینمن و ماکس برن.